# اوسترا وتره
اوسترا وتره (به ایتالیایی: Ostra Vetere) یک کومونه در ایتالیا است که در استان آنکونا واقع شده‌است. اوسترا وتره ۲۹٫۸۶ کیلومتر مربع مساحت و ۳٬۵۲۶ نفر جمعیت دارد و ۲۵۰ متر بالاتر از سطح دریا واقع شده‌است.

## خواهرخوانده
شهر نومانا خواهرخواندهٔ اوسترا وتره هست.